# (2869) Nepryadva
(2869) Nepryadva (1980 RM2) – planetoida z pasa głównego asteroid okrążająca Słońce w ciągu 4,29 lat w średniej odległości 2,64 j.a. Odkryta 7 września 1980 roku.